# Herbert Jamison
Pour les articles homonymes, voir Jamison.
Herbert Brotherson Jamison (né le 19 juillet 1875 à Peoria dans l'Illinois et décédé le 22 novembre 1938 dans la même ville) est un athlète américain, vice-champion olympique sur 400 m, à Athènes en 1896.
Spécialiste des courses de 200 m, il ne peut disputer aux Jeux que l'épreuve du 400 mètres où il remporte sa série qualificative dans un temps de 56,8 secondes. En finale, il améliore sa performance en 55 s 2, résultat cependant insuffisant pour s'imposer devant son compatriote Tom Burke, qui devient champion olympique en 54 s 2. Jamison se contente donc de la deuxième place.
Diplômé en 1897 de Princeton, il intègre l'entreprise familiale d'outillage industriel. Après quelques années, il crée à Peoria son propre cabinet d'assurance.

## Palmarès
- Jeux olympiques de 1896 à Athènes,  Grèce
  -  Médaille d'argent sur 400 m